# Čchin-chuang-tao
Čchin-chuang-tao (čínsky pchin-jinem Qínhuángdǎo, znaky 秦皇岛) je městská prefektura v Čínské lidové republice. Patří k provincii Che-pej, kde se jedná o nejvýznamnější přístav.
Celá prefektura má rozlohu 7 853 čtverečních kilometrů a v roce 2020 v ní žily více než tři miliony obyvatel.

## Poloha
Prefektura Čchin-chuang-tao leží v provincii Che-pej na břehu Pochajského moře. Hraničí s Tchang-šan na jihozápadě, s Čcheng-te na severozápadě a s provincií Liao-ning
na východě.

## Doprava
Začíná zde nejstarší čínská vysokorychlostní trať Čchin-chuang-tao – Šen-jang.

## Správní členění
Městská prefektura Čchin-chuang-tao se člení na sedm celků okresní úrovně, a sice čtyři městské obvody, dva okresy a jeden autonomní okres.
| Chaj-kang Šan-chaj-kuan Pej-taj-che Fu-ning autonomní okres · Čching-lung okres · Čchang-li okres · Lu-lung |                |                       |                       |             |                                         |
| Název | Název          | Počet obyvatel (2010) | Počet obyvatel (2020) | Rozloha km² | Hustota zalidnění (obyv. na km²) (2020) |
| český přepis                                                                                                | znaky          | Počet obyvatel (2010) | Počet obyvatel (2020) | Rozloha km² | Hustota zalidnění (obyv. na km²) (2020) |
| Městské obvody                                                                                              |                |                       |                       |             |                                         |
| Chaj-kang                                                                                                   | 海港区         | 862 717               | 1 165 000             | 754         | 1 544                                   |
| Šan-chaj-kuan                                                                                               | 山海关区       | 178 769               | 220 000               | 206         | 1 069                                   |
| Pej-taj-che                                                                                                 | 北戴河区       | 131 818               | 130 104               | 158         | 823                                     |
| Fu-ning | 抚宁区         | 373 439               | 365 943               | 1 039       | 352                                     |
| Okresy |                |                       |                       |             |                                         |
| Čchang-li                                                                                                   | 昌黎县         | 559 697               | 487 989               | 1 228       | 397                                     |
| Lu-lung | 卢龙县         | 384 439               | 333 942               | 959         | 348                                     |
| Autonomní okres                                                                                             |                |                       |                       |             |                                         |
| Čching-lung (mandžuský)                                                                                     | 青龙满族自治县 | 496 726               | 431 138               | 3 508       | 123                                     |
| |                |                       |                       |             |                                         |
| Celkem | Celkem         | 2 987 605             | 3 136 879             | 7 853       | 399                                     |

## Partnerská města
- Gangdong District, Jižní Korea

- Lugo, Španělsko
- Mijazu, Japonsko
- Pesaro, Itálie
- Sosan, Jižní Korea
- Tojama, Japonsko
- Toledo, Ohio, Spojené státy americké
- Tomakomai, Japonsko